# Вестрис, Гаэтан
Гаэта́но Аполли́не Бальдасса́рре Ве́стрис (ит. Gaetano Apolline Baldassarre Vestris, наст. фамилия Vestri, 18 апреля 1729, Флоренция — 23 сентября 1808, Париж) — итальянский артист балета, хореограф и педагог; первый танцовщик Королевской академии музыки в 1748—1781 годах, прозванный парижанами Богом танца.

## Биография
Отец Томмазо Марин Ипполито Вестри был человеком весьма небогатым и дать детям какое-то образование был не в состоянии; в семье выросло семеро детей, трое из которых стали знаменитыми балетными артистами: Тереза — старшая сестра Гаэтано, он сам и его младший брат Анджиоло.
Первой в семье на балетное поприще вышла Тереза, которая столь успешно выступала в Европе, что привлекла внимание коронованных особ Австрии, причем внимание это не ограничивалось только любовью к балетному искусству. Тереза была замешана в интимных связях с высокопоставленным лицом, чем вызвала недовольство императрицы Марии-Терезии, в результате красавице балерине пришлось срочно покинуть Австрию. Поскитавшись по европейским театрам, Тереза Вестри осела в Париже, куда и вызвала в 1747 году младших братьев, Гаэтано и Анджиоло. С этого времени началась балетная карьера будущего выдающегося танцора.
Гаэтано был учеником Луи Дюпре, одного из самых значимых французских балетных танцовщиков, учился в парижской Королевской академии музыки, там же в 1749 году состоялся его дебют в партии Матроса («Карнавал и безумие»). В 1751 году получил звание солиста балета Королевской музыкальной академии. В скором времени он переделал свою фамилию на французский лад, добавив в конце букву s — Vestris — Вестрис.
Г. Вестрис был великолепным актёром, мимом и мастером танца. Он был одним из первых танцоров, выходивших на сцену без маски, и своей выразительной мимикой дополнял воздействие музыки и движения.
Его успех был столь феноменальным, что его прозвали «богом танца». Исполнительское искусство Вестриса отличалось величественностью и благородством, критика отмечает, что он внёс много нового в танец, придав движениям большую свободу. В 1751 году он уже так прославился, что говорил о себе: «Есть только три великих человека в Европе — Фридрих II Прусский, Вольтер и я». Слава Гаэтано Вестриса превзошла всех его партнеров и даже его педагога. Его приглашали в качестве учителя в богатые семьи, где он обучал дам высшего общества, как надо изящно поклониться королю на приемах. С 1753 года был членом Французской королевской академии танцев.
Нрава этот знаменитый солист был необузданного. У него возник конфликт с главным балетмейстером Лани, в результате чего в 1754 году он был уволен из театра и до 1756 работал в Турине, однако в 1756 победно вернулся вновь в Парижскую оперу.
При этом сам прославленный танцор оставался совершенно необразованным человеком, даже неграмотным — так во всяком случае отмечает Д. М. Трускиновская в своей книге «100 великих мастеров балета». Его безграмотность была столь же феноменальной, как и его балетная слава, его высказывания передавались из уст в уста и становились анекдотами. Так, однажды в 1774 году Парижская опера ставила оперу Глюка «Ифигения в Авлиде», и композитор получил задание сочинить дополнительные танцевальные фрагменты. Вестрис потребовал завершить оперу чаконой, и никакие исторические доводы не действовали — Вестрис просто не знал, что в Древней Греции ещё не было чаконы, регламентировав: «Там не было чаконы — тем хуже для них». Тем не менее значимость этого танцора была столь велика, что композитору пришлось сдаться и согласиться на чакону по настоянию Вестриса.
Был актёром парижской Национальной оперы, танцмейстером и учителем танца французского короля Людовика XVI. Какое-то время работал в разных европейских театрах, в том числе в Штутгарте 11 февраля 1763 стал первым исполнителем роли Ясона в балете Новерра «Ясон и Медея» композитора Родольфа — первый балет, где танцоры работали без масок, выражая мимикой эмоции образов, а в 1767 году сам повторил постановку этого балета в Вене и в Варшаве, впоследствии осуществлял ещё не раз возобновление этого балета. Возвращался опять в Париж в Национальную оперу. В 1770 получил звание балетмейстера Парижской оперы (Королевская академия музыки) и поставил там два балета — «Эндимион» (1773) и «Птичье гнездо», а также повторил постановку «Ясона и Медеи». С 1770 по 1776 год Г.Вестрис был главным балетмейстером и педагогом Национальной оперы (Список директоров балетной труппы Парижской оперы).
Выступал на сцене до 1782 года. Однако на самом деле он ещё продолжал участвовать в жизни Парижской оперы, а в 1804 году совместно с новым директором балетной труппы П. Гарделем опять повторил постановку «Ясона и Медеи» — знаменитого новерровского балета. Продолжал участвовать в работе балетных театров других стран, в частности — в Лондоне. В 71 год мастер, по случаю балетного дебюта своего внука Армана Вестриса, вновь танцует на сцене.
Среди его учеников Ж. Перро, А. Бурнонвиль, Ф. Эльслер.
В 1792 году женился на известной немецкой танцовщице Анне Хейнель, моложе его на 25 лет. Внебрачный сын Гаэтано, Огюст Вестрис (1760—1842, общий сын с балериной М. Аллар), тоже стал балетным виртуозом и считался лучшим балетным танцором своего времени.
Гаэтано Вестрис скончался в Париже 23 сентября 1808 года, похоронен на кладбище Монмартр, там же возле него был впоследствии похоронен и его не менее выдающийся сын Огюст. Другой сын, Арман, танцевал в Англии, где большей известностью пользовалась его супруга Люсия Элизабет.

## Балеты
- 1755: Coronazione di Apollo e Dafne (Турин)
- 1755: Feste di Bacco (Турин)
- 1763 — «Ясон и Медея» композитора Ж.-Ж.Родольфа, постановка Новерра, Штутгарт — Ясон
- 1767: Médée et Jason (Вена), возобновление балета Новерра. С этим балетом была связана большая часть творчества Г. Вестриса — он неоднократно исполнял роль Ясона в разных переносах постановки Новерра (в том числе в первой в Штутгарте на музыку Родольфа 11 февраля 1763) и сам повторял эту постановку: в январе 1767 — в Вене; в мае 1767 года — в Варшаве; в 1770 он повторил постановку Новерра в Париже в Королевской академии музыки, но на музыку композитора Ла Борда (среди исполнителей: Ясон — он сам, Медея — М. Аллар (мать общего сына с Гаэтано Вестрисом будущего выдающегося танцора Огюста Вестриса[5]), Креуза — М.-М. Гимар[7]); в 1775 — там же в Парижской академии музыки Г. Вестрис повторил постановку, но с музыкой Родольфа и Бертона (фр. Pierre Montan Berton)[7]; в 1780 — вновь повторил ту же постановку; в 1804 — ещё один повтор в Париже в театре Парижской оперы, но балетмейстеров двое: П. Гардель и Г. Вестрис;
- 1771: Le Prix de la valeur (Париж)
- Борей — «Галантная Индия» Рамо[1]
- Ринальдо — «Ринальдо и Армида» Кино и Люлли[1]
- 30 декабря 1773 — «Цефал и Прокрис» (Céphale et Procris), музыка А.Гретри (Королевская опера при Версальском дворце)
- 1773: Эндимион (Endymion) — «Сила любви» Бернара[1], собственная постановка (Париж, Парижская Опера)
- 1781: Ninette à la cour (Лондон)
- 1781: Les Caprices de Galatée (Лондон)
- 1786: «Птичье гнездо» (Le Nid d’oiseau), собственная постановка (Париж)
- 1791: «Смерть Геркулеса» (La Mort d’Hercule), музыка Ж.-Ж.Родольфа, постановка Новерра (Лондон)
- 1791: La Fête du seigneur (Лондон)

## Признание
Почитание таланта Вестриса было таково, что писатель Луи Куайяк, описывая типажи парижан в своём очерке «Ученица Консерватории» не преминул упомянуть о том, что старый профессор танцев Королевской академии музыки снимает шляпу, произнося его имя.